# Juicios de Auschwitz
Los Juicios de Auschwitz (en alemán, Auschwitzprozesse), llamados también Procesos de Auschwitz en Fráncfort, fueron una serie de juicios que se llevaron a cabo en la ciudad de Fráncfort entre 20 de diciembre de 1963 y 19 de agosto de 1965 contra 22 acusados por su papel en el campo de concentración y exterminio (CCyE) Auschwitz-Birkenau durante la Segunda Guerra Mundial. Si bien el nombre popular del proceso no es categórico, conocido en inglés como Second Auschwitz Trial («el segundo juicio de Auschwitz») debido a un juicio anterior bajo el mismo nombre celebrado en Polonia. En cambio, en alemán se suele incluir en esta serie de juicios, una segunda secuencia de menor alcance mediático (1965-1966) y una tercera (1967-1968), refiriéndose a cada una de ellas por su número ordinal. En cualquier caso, el nombre oficial del proceso, presidido por el juez del Tribunal Superior de Hesse, Hans Hofmeyer, fue Caso penal contra Robert Mulka, et. al., a nombre de quien había sido el oficial superior entre los acusados.
El proceso judicial estaba en su mayor parte abierto al público, por lo que servía para traer a la atención ciudadana —tanto la alemana como la internacional— muchos detalles sobre el Holocausto. El juicio se saldó con 6 condenados a cadena perpetua y algunos otros que recibieron la máxima pena establecida por ley por sus crímenes.

## Importancia
La importancia del proceso radica en haber sido el escenario jurídico en el que la República Federal de Alemania reconoció por primera vez la responsabilidad criminal bajo el derecho alemán de individuos que prestaron servicio en los campos de exterminio; pues todos los procesos anteriores —tanto los juicios de Núremberg, celebrados por los Aliados, como los organizados en países invadidos por los alemanes— eran obra de terceros y basándose en la definición de crímenes de lesa humanidad en el derecho internacional. Los juicios de Auschwitz, en cambio, y a pesar del número limitado de imputados y de las condenas, dejaron patente que bajo la ley alemana, cualquier persona que prestó servicio en los CCyE es enjuiciable. También resultaron importantes a la luz de que muchos alemanes creían que los procesos criminales eran consecuencia inevitable de la derrota alemana en la guerra, más que una cuestión de justicia, ya que habían sido llevados a cabo hasta ese momento por los vencedores.
Junto con el juicio a Adolf Eichmann en Israel, los juicios de Fráncfort llevaron a la conciencia pública el cambio de enfoque jurídico y el empeño de las autoridades por capturar y llevar ante la justicia a los criminales de guerra nazis.
La importancia del material recabado y presentado a lo largo de los juicios es tal, que la Unesco le dedicó en 2017 un estatus especial (special heritage status) de Patrimonio Documental de la Humanidad.

## Antecedentes
La mayoría de oficiales y superiores del campo de Auschwitz, incluido Rudolf Höß, quien era el más duradero comandante del campo, fueron devueltos a las autoridades polacas en 1947 tras haber servido de testigos de la acusación en el juicio principal de Núremberg. En los juicios que se llevaron a cabo posteriormente en Cracovia, muchos de los acusados fueron condenados a la horca por crímenes de suma crueldad y tortura de prisioneros. Estos procesos se conocen en inglés y algunos otros idiomas como «Primer juicio de Auschwitz», para distinguirlo de los procesos de Fráncfort. De todos los acusados en los tribunales polacos, solo uno, Hans Münch, fue finalmente exonerado.

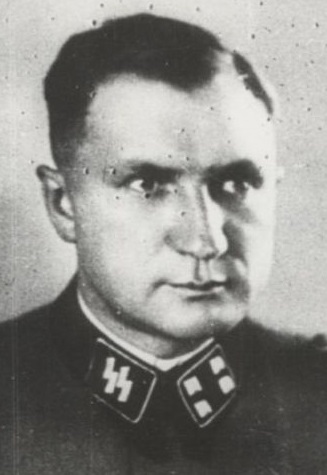
Richard Baer, último comandante de Auschwitz. Murió en el centro de detención antes del comienzo del juicio.

## El proceso
A cargo de la acusación estaba el fiscal general del estado de Hesse, Fritz Bauer, quien buscaba atribuir responsabilidades individuales a los exfuncionarios de Auschwitz-Birkenau. Sin embargo, de los alrededor de 8000 individuos implicados en la administración del campo (incluyendo a 200 celadores), la complejidad del proceso y sobre todo la falta de jurisprudencia en la legislación alemana propiciaron que solo 22 de los investigados fueran imputados. De acuerdo con el derecho alemán de la época (que cambiaría posteriormente), los acusados afrontaron cargos únicamente por crímenes perpetrados por su propia iniciativa, y no por actos realizados «bajo órdenes», los llamados crímenes de genocidio contemplados en la legislación internacional y aplicados en juicios anteriores, que en Alemania hubieran entrado bajo la definición de cómplices.
Los acusados eran desde miembros de las SS hasta kapos, sobre todo cuando estos últimos habían participado en los procesos de selección, es decir el envío directo de prisioneros de las «rampas de selección» a las cámaras de gas (automáticamente incluyendo a todos los niños menores de 14 años y las madres que no consentían separarse de ellos). En el transcurso de los juicios fueron llamados a testificar unos 360 testigos, de los que 210 eran supervivientes de Auschwitz.

### Los acusados
Las autoridades alemanas tenían informaciones sobre los crímenes perpetrados por los acusados y su paradero ya en 1958, pero nunca llegaron a materializarse en un proceso judicial. 
Richard Baer, SS-Sturmbannführer y último comandante de Auschwitz, quien era uno de los acusados principales del caso (cuyo nombre recibió), murió en el centro de detención mientras estaba siendo investigado.
Las condenas en el primer juicio de Fráncfort, dictadas en agosto de 1965, se detallan a continuación (según orden de imputación):
| Nombre             | Cargo / función en el campo        | Condenado por                                                                                               | Condena                                                   |
| ------------------ | ---------------------------------- | --- | --------------------------------------------------------- |
| Stefan Baretzki    | Blockführer                        | 5 casos de asesinato Cómplice de asesinato conjunto (11 casos, 10 050 víctimas)                             | Cadena perpetua + 8 años de prisión                       |
| Emil Bednarek      | Kapo                               | 14 casos de asesinato                                                                                       | Cadena perpetua                                           |
| Wilhelm Boger      | Gestapo                            | 5 casos de asesinato Asesinato conjunto (109 casos) Cómplice de asesinato conjunto (al menos 1010 víctimas) | Cadena perpetua + 15 años de prisión                      |
| Arthur Breitwieser | Oficial en el campo                | | Exculpado                                                 |
| Pery Broad         | Gestapo                            | Cómplice de asesinato conjunto (22 casos, 2000 víctimas)                                                    | 4 años de prisión                                         |
| Victor Capesius    | Farmacéutico, SS                   | Cómplice de asesinato conjunto (4 casos, 8000 víctimas)                                                     | 9 años de prisión                                         |
| Klaus Dylewski     | Gestapo                            | Cómplice de asesinato conjunto (21 casos, 1500 víctimas)                                                    | 5 años de prisión                                         |
| Willy Frank        | Dentista Jefe, SS                  | Cómplice de asesinato conjunto (6 casos, 6000 víctimas)                                                     | 7 años de prisión                                         |
| Emil Hantl         | Sanitario                          | Cómplice de asesinato conjunto (42 casos, 340 víctimas)                                                     | 3,5 años de prisión                                       |
| Karl Höcker        | Adjunto a la comandancia del campo | Cómplice de asesinato conjunto (3 casos, 3000 víctimas)                                                     | 7 años de prisión                                         |
| Franz Hofmann      | Jefe de detenciones                | 1 caso de asesinato Asesinato conjunto (33 casos, al menos 2250 víctimas)                                   | Cadena perpetua                                           |
| Oswald Kaduk       | Suboficial de las SS               | 10 casos de asesinato Asesinato conjunto (2 casos, 1002 víctimas)                                           | Cadena perpetua                                           |
| Josef Klehr        | Sanitario                          | 475 casos de asesinato Cómplice de asesinato conjunto (6 casos, 2730 víctimas)                              | Cadena perpetua + 15 años de prisión                      |
| Franz Lucas        | Médico, SS                         | Cómplice de asesinato conjunto (4 casos, 4000 víctimas)                                                     | (3,5 años de prisión) Posteriormente revisado y exculpado |
| Robert Mulka       | Adjunto a la comandancia del campo | Cómplice de asesinato conjunto (4 casos, 3000 víctimas)                                                     | 14 años de prisión                                        |
| Willi Schatz       | Dentista, SS                       | | Exculpado                                                 |
| Herbert Scherpe    | Sanitario                          | Cómplice de asesinato conjunto (200 casos, al menos 700 víctimas)                                           | 4,5 años de prisión                                       |
| Bruno Schlage      | Blockführer                        | Cómplice de asesinato conjunto (al menos 80 casos)                                                          | 6 años de prisión                                         |
| Johann Schoberth   | Gestapo                            | | Exculpado                                                 |
| Hans Stark         | Gestapo                            | Asesinato conjunto (44 casos, al menos 300 víctimas)                                                        | 10 años de prisión (primero juvenil)                      |

### Asesinos vs. cómplices
En los años 1960, la doctrina jurídica más aceptable de la Befehlsnotstand (obligatoriedad de ejecutar órdenes aunque sean de índole criminal) fue defendida por personas como Hans-Günther Seraphim, un historiador de origen prusiano oriental, que en las décadas de 1960-1970 se convirtió en «experto en judíos» de la República Federal Alemana y un testigo de la defensa en gran partes de los juicios celebrados a exnazis. Simpatizante nazi durante la guerra y defensor del racismo científico, Seraphim consiguió exculpar y librar a numerosos acusados por crímenes de guerra vinculando la responsabilidad criminal a la autoridad militar.
En un juicio de 1963, el asesino de la KGB Bohdan Stashynsky, quien había cometido varios asesinados en la República Federal alemana en los años 1950, fue condenado como mero cómplice en los asesinatos, aseverando los jueces que la responsabilidad penal por los hechos recaía en sus jefes de la KGB, quienes le habían dado las órdenes de asesinato.
Aquel caso sentó una jurisprudencia, conforme a la cual la justicia de la República Federal alemana considera que en un sistema totalitario, solo quienes dictan las órdenes de asesinato pueden ser condenados por ellos; en cambio, sus subordinados que siguen estas órdenes, aun siendo los perpetradores del crimen de facto, son meros cómplices —una figura jurídica con responsabilidad penal menor que la de un asesino—. En el contexto del nacionalsocialismo, la interpretación que se le daba era bien radical, dándose situaciones en las que un operario de las cámaras de gas, quien había causado la muerte de cientos de personas, conforme el derecho alemán tenía menos responsabilidad penal que un guardia de las SS quien había matado a una sola persona por iniciativa propia.
Como consecuencia, en los juicios de Fráncfort solo pudieron ser acusados de asesinato los imputados que, mientras prestaban servicio en Auschwitz, cometieron asesinatos que no se les habían ordenado. El peso de las acusaciones y la cantidad de material era tal, que los delitos de violencia grave que no resultaran en muertes (por ejemplo, mutilaciones y torturas – delitos que suelen conllevar una larga pena de prisión) ni se contabilizaban dentro de las condenas finales.
Fritz Bauer se mostraba categóricamente en contra de esta interpretación, pero muchos, entre otros un joven Helmut Kohl, entonces militante neófito en la UCD, se habían manifestado en su contra. Para apoyar su visión de la justicia, Bauer obtuvo apoyo de miembros del Instituto de Historia Moderna (Institut für Zeitgeschichte) de Múnich, incluyendo a historiadores de renombre como Helmut Krausnick, Martin Broszat, Hans-Adolf Jacobsen y Hans Buchheim, quienes comparecieron como expertos de la acusación. Posteriormente, los datos que aportaron formarían la base teórica del libro de 1969, Anatomía del Estado de las SS, que fue el primer ensayo exhaustivo sobre las SS basado en sus propios registros.

## Documentación
A lo largo del juicio se recabó una inmensa cantidad de documentos, fotos, registros y testimonios, sin precedentes, ya que fue la primera vez que se investigaron testigos en la propia Alemania que podrían poseer dicha documentación. Algunas colecciones de fotos, como el álbum de Karl Höcker (el adjunto de Richard Baer), actualmente parte del acervo del Museo Memorial del Holocausto en Washington, son de incalculable valor testimonial.
El conjunto de material compilado comprende los 183 días de testimonios entre 1963 y 1965 que, según la Unesco, centraron la atención del mundo en las cuestiones de fondo, políticas y raciales, de un homicidio industrializado, facilitando por primera vez un extenso análisis del nacionalsocialismo. Contiene 454 volúmenes de archivos, que actualmente se encuentran en los Archivos Estatales de Hesse en Wiesbaden, incluyendo 430 horas de grabaciones en 103 cintas de los testimonios de 319 testigos, la mayoría supervivientes y otros 80 miembros del personal administrativo, las SS y la policía del campo.
Este acopio de información se debió en gran medida a que Fritz Bauer había invertido grandes esfuerzos y recursos en la localización y aprehensión de documentos y testimonios referentes al sistema y estructura de los campos. Algunos de los críticos con los resultados del juicio han argumentado que, más allá de las limitaciones impuestas por el derecho alemán, se había centrado más en estos detalles que en los delitos concretos, permitiendo que gran parte de los criminales se quedaran fuera del proceso.
Sea como fuere, el resultado sigue siendo a día de hoy una invaluable compilación de material, que ha servido de base para los estudios e investigaciones sobre el Holocausto que se han realizado a lo largo de las décadas desde entonces. Su importancia se refleja en su inclusión en el Registro de la Memoria del Mundo (Memory of the World Register) de la Unesco.

## Ubicación
Dado que las autoridades judiciales de Fráncfort no disponían de un sitio adecuado para celebrar un juicio de esta envergadura, en un principio se prestó la sala del Parlamento de Hesse (Saal des Stadtparlaments im Frankfurter Rathaus, Römer) para la primera fase del proceso. En abril de 1965 concluyó el acondicionamiento del Bürgerhaus Gallus, que ofrecía el aforo necesario para las fases avanzadas del juicio.

## Impresiones
Aunque el juicio alcanzó concienciar a la sociedad alemana, tanto Bauer como muchos círculos de víctimas y otros, tanto en Alemania como en otros países, consideraron sus resultados un fracaso. Según Bauer, los medios de comunicación habían tratado a los acusados como si fueran monstruos para marcar una distancia entre ellos y la sociedad alemana, disculpándola de esta manera de toda responsabilidad moral o culpa colectiva por lo sucedido en Auschwitz, como si los acusados no hubieran sido parte de la sociedad alemana normativa. En una entrevista Bauer afirmó que:

... la prensa apoyó la fantasía de que solo hubo un número limitado de personas que eran responsables... y que todos los demás habían sido aterrorizados, violados y obligados a llevar a cabo esas atrocidades en contra de su auténtica forma de ser.

En cuanto a las condenas por mera complicidad, Bauer cargo contra los jueces con dureza, criticando que con este razonamiento pudo parecer que Alemania era el territorio ocupado, y que los alemanes no tenían ninguna otra opción que seguir órdenes:

...pero eso no tenía nada que ver con la verdad histórica. Ha habido de todo - nacionalistas, imperialistas, antisemitas y judeófobos. Sin ellos, Hitler sería impensable.

Según una encuesta de opinión pública realizada a pocos días de dictar sentencias, un 57 % de los alemanes se mostraba en contra de futuros juicios contra exnazis.

## Actualidad
A día de hoy (2023), entre el total de unos 8000 miembros de las SS destinados en Auschwitz y sus «subcampos» que sobrevivieron la guerra, un total de 790 individuos han sido juzgados, siendo condenados unos 750.

## En los medios

### Cine
- La conspiración del silencio (2014; en alemán: Im Labyrinth des Schweigens, lit: En el laberinto del silencio) es una película que narra los sucesos que llevaron a los juicios de Auschwitz a través de las experiencias de un joven fiscal de Frankfurt, Johann Radmann (personaje ficticio), de una generación que no participó en la guerra, que se entera por causalidad de la existencia del campo de Auschwitz y las atrocidades cometidas en él; y su lucha por investigar los crímenes cometidos y llevar a los acusados ante la justicia. En este largo camino se va haciendo idea de la complicidad de la sociedad alemana en el Holocausto (hasta su propio padre había sido miembro del partido nazi). En la película aparece como personaje de reparto principal la figura de Fritz Bauer.